# خاطره هاپسال

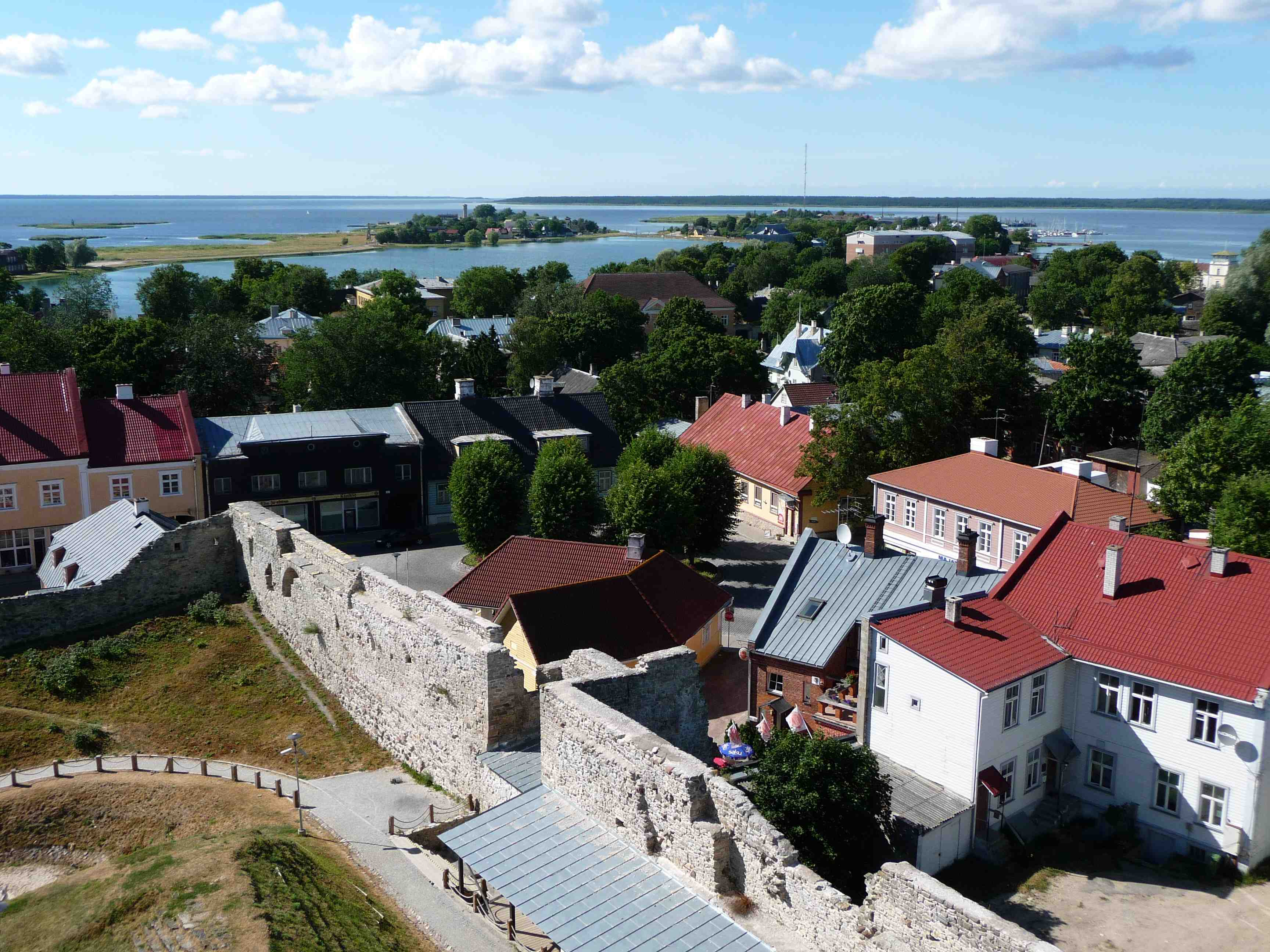
هاپسالو مکانی که چایکوفسکی در طول اقامت خود در این شهر ساخت این قطعات را به پایان رساند

خاطره هاپسال اپوس. ۲، مجموعه‌ای سه قطعه ای برای پیانو است که توسط موسیقیدان روس، پیوتر ایلیچ چایکوفسکی ساخته شده است. این اولین چرخه قطعات پیانو او بود که در سال ۱۸۶۷ ساخته شد.

## تاریخچه
سوغات یا خاطره هاپسال در زمان اقامت چایکوفسکی در هاپسال، سپس در امپراتوری روسیه (اکنون هاپسالو در استونی) نوشته شده است. او با برادرانش مودست و آناتولی چایکوفسکی و همچنین اعضای خانواده داویدوف در آنجا اقامت داشت. او این اثر را به ورا داویدوا تقدیم کرد.

## سه قطعه

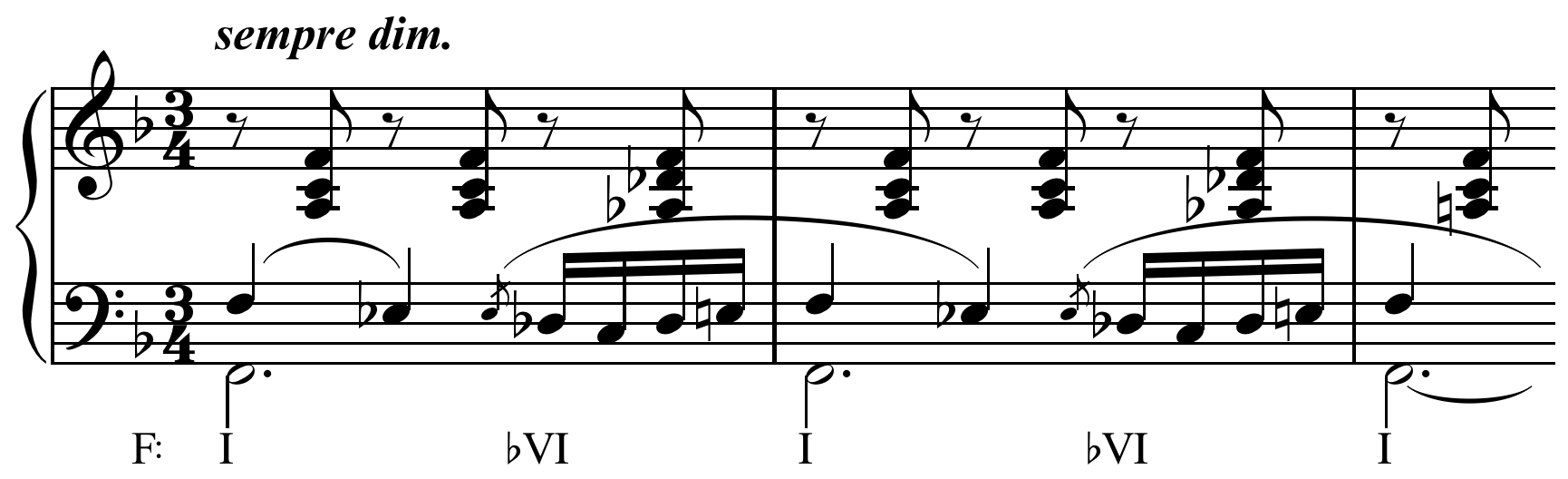
میانجی رنگی از سرود بدون مشروط چایکوفسکی، Op. 2، شماره ۳، میلی‌متر. ۴۳–۴۵. توجه داشته باشید ♭ VI در موقعیت ریشه و بازگشت مکرر به I (به ترتیب D ♭ و F)، مشخصه حرکت میانی ریشه رنگی.

خاطره هاپسال شامل سه قطعه برای پیانو است:
- روین‌های یک قلعه می مینور
- اسکرتزو، فا ماژور
- آهنگ بدون کلام، فا ماژور.

اسکرتسو برای اولین بار توسط نیکلای روبینشتاین در ۲۷ فوریه ۱۸۶۸ اجرا شد.
ماکس اردمانسدورفر آهنگ بدون کلام را برای ارکستر تنظیم کرد، این کار چنان چایکوفسکی را خشنود کرد که خود او آن را رهبری کرد.